# MGM-31 Pershing
Il missile Martin Marietta MGM-31A Pershing è un missile balistico a corto raggio concepito nel 1958 per l'esercito americano, trasportabile da vari aerei cargo. Il suo compito principale era quello di fungere da vettore di una testata W50 da 60 o 400 kt a distanze tra i 150 e gli 800 km.
Possedeva una gittata iniziale di 740 km e caratteristiche simili a quelle dell'SS-12 Scaleboard, ma era meno mobile almeno nelle prime versioni. In virtù delle sue migliori prestazioni, sostituì il PGM-11  Redstone. Il missile, in base a un accordo della NATO del 1979, fu sostituito nel 1983 dal Pershing II con 1.700 km di gittata, che quindi era un missile balistico a medio raggio. Risultava molto più preciso in quanto dotato del sistema di guida radar terminale TERCOM per la fase finale di volo con un CEP ridotto a circa 45 metri, e con le sue prestazioni era in grado di colmare il gap col rivale sovietico SS-20 Saber. Il Pershing II non ebbe ulteriore sviluppo perché il trattato INF lo cancellò dopo il suo dispiegamento in Germania Ovest. Originariamente l'MGM-31 Pershing I era montato su uno scafo cingolato M474, ma a partire dal Pershing 1A si decise di utilizzare un mezzo su ruote. Il missile base era a due stadi, a propellente solido, ed era armato con una testata nucleare da 400 kt.
Il missile prese il nome dal generale statunitense John Pershing.

## Versioni

### XM-14
Lo XM-14 era il prototipo che fu lanciato per la prima volta il 25 febbraio 1960.

### MGM-31A Pershing I
Il progetto del missile Pershing iniziò a prendere forma nel 1956, quando l'US Army cominciò a studiare l'impiego di missili balistici con gittata di oltre 320 km. Il contratto di costruzione del missile fu affidato a Martin (divenuta Martin Marietta nel 1961 dopo una fusione), e portò al suo sviluppo durato dal 1958 al 1960. Il primo prototipo fu completato e lanciato con successo  il 25 febbraio 1960, e l'entrata in servizio avvenne nel 1962.

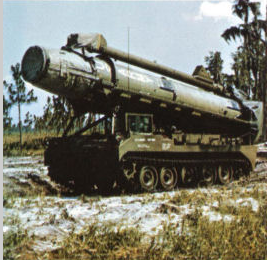
Una versione iniziale del Pershing I.

L'MGM-31A Pershing I è lungo 10,5 metri, ha un diametro di un metro, e un peso di 4.665 chilogrammi. Era dotato di due stadi con motori a razzo a combustibile solido Thiokol TX-175. La gittata era di 740 km, e poteva trasportare una testata nucleare W50 con potenza selezionabile di 60, 200 e 400 chilotoni. Il veicolo per il trasporto e lancio era un cingolato M474.

### MGM-31A Pershing 1A
La versione Pershing 1A è una variante del Pershing I, che venne introdotta in servizio nel 1969. Aveva aggiornato i sistemi di lancio, con un veicolo su ruote M757 ed elettronica più moderna, in grado di consentire di disporre di un sistema di allerta a risposta rapida (Quick Reaction Alert).

### MGM-31B Pershing II
Il Pershing II era il missile balistico a medio raggio a due stadi a propellente solido, progettato e costruito da Martin Marietta per sostituire il sistema missilistico di artiglieria campale Pershing 1A come principale arma di teatro a capacità nucleare dell'US Army. Il suo sviluppo si protrasse dal 1973 al 1983. Come pianificato il Pershing 1A venne sostituito con il Pershing II nell'US Army nel 1983, mentre la Luftwaffe tedesca mantenne il Pershing 1A fino alla dismissione di tutti i missii Pershing nel 1991.

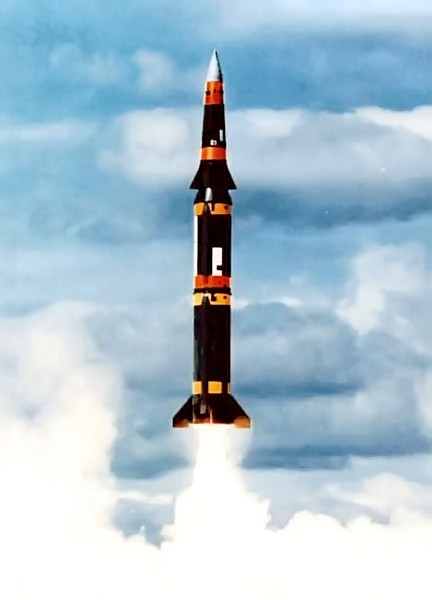
Il lancio di un Pershing II.

L'MGM-31B Pershing II aveva un peso di 7,46 tonnellate, un diametro di un metro, e una lunghezza di 10,6 metri. Era dotato di due stadi, e i nuovi motori a razzo a combustibile solido Hercules consentivano una gittata di 1.700 km, con una velocità intorno a Mach 8-10. L'orientamento era ottenuto tramite la spinta direzionale con il controllo dell'ugello, e delle alette. Il sistema di guida era avanzatissimo per l'epoca, utilizzando un sistema derivato dal DSMAC (Digital Scene Matching Area Correlator) impiegato dai missili cruise Tomahawk, e usava un computer, mappe topografiche e un imaging radar. La testata nucleare trasportata era una W85 con una potenza inferiore rispetto a quella dell'MGM-31A Pershing I, ed era selezionabile in 5, 10 o 80 chilotoni.
Il veicolo addetto al trasporto era l'autocarro pesante su ruote M983, oppure il MAN M1001 per i missili usati dalla Germania. 
L'MGM-31B Persing II entrò in servizio nel 1983 e fu ritirato completamente nel 1991, e ciò consentì che in totale ne fossero costruiti 276 esemplari.

## Ritiro
I missili Pershing furono eliminati dopo la ratifica del Trattato sulle forze nucleari a raggio intermedio del 27 maggio 1988. I missili iniziarono a essere ritirati nell'ottobre 1988, e gli ultimi esemplari furono distrutti soltanto nel maggio 1991 presso lo stabilimento di munizioni dell'esercito Longhorn vicino a Caddo Lake in Texas.

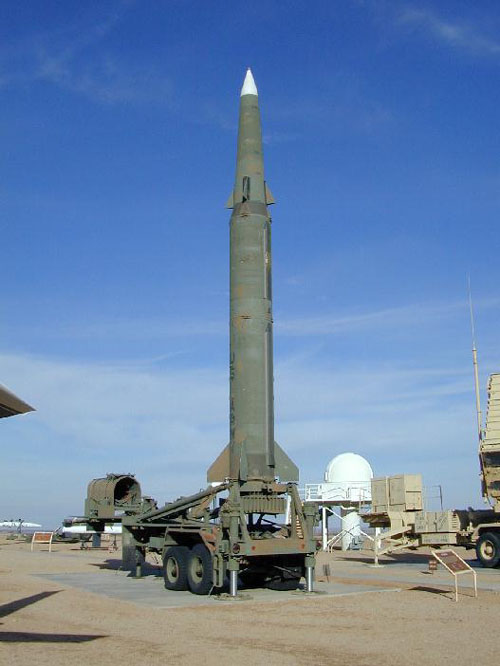
Un missile Pershing II in posizione di lancio.

Così nel 1991 si concluse la carriera operativa del missile Pershing, dopo aver svolto un ruolo cruciale per la deterrenza nucleare. Sebbene non coperti dal trattato, anche la Germania occidentale acconsentì unilateralmente alla rimozione dei propri missili Pershing 1A dal suo inventario, ritirandoli ufficialmente nel 1991. Questi furono gli ultimi esemplari di missili Pershing a essere ritirati dal servizio operativo.

## Utilizzatori
- Germania Ovest
- Stati Uniti